# Свято-Покровський храм (Таромське)
Свято-Покровський храм — храм Першого міського (правобережного) благочиння Дніпропетровської єпархії УПЦ (МП), що розташовано у селищі Таромське Новокодацького району міста Дніпро.
Адреса храму: Дніпро, Таромське, Мостова вулиця, 51.

## Історія
В кінці 1791 року мешканці Таромського почали клопотати про спорудження окремого храму і відкритті православної парафії у слободі.
4 листопада 1794 року дерев'яна церква в ім'я Покрова Пресвятої Богородиці була освячена.
Як зазначав Дмитро Яворницький у 1888 році: «Свято-Покровська церква вважається однією з найбідніших за частиною старожитностей: крім двох церковно-богослужбових книг в ній нічого немає вартого уваги».
Кам'яна церква Покрова Богородиці замість дерев'яної побудована у 1902—1905 роках.
У 1894 році у Свято-Покровському храмі відкрилася перша церковно-парафіяльна школа.